# 奥特拉诺区
奥特拉诺（Oltrarno）是意大利佛罗伦萨的一个区，意为“阿诺河上”，它位于阿诺河以南，属于佛罗伦萨历史中心区的一部分，拥有许多著名的地点，例如佛罗伦萨圣神大殿、碧提宫、观景城堡和米开朗琪罗广场。